# 翼はPleasure Line
「翼はPleasure Line」（つばさはプレジャー・ライン）は、栗林みな実の4作目のシングル。2004年1月21日にLantisから発売された。

## 概要
- 表題曲は、フジテレビ系アニメ『クロノクルセイド』オープニングテーマ。
- 「snow」は自身が作詞・作曲を手掛けており、雪のロマンスを表現している。

## 収録曲
1. 翼はPleasure Line [4:34]
作詞：畑亜貴、作曲・編曲：上松範康
2. snow [3:59]
作詞・作曲：栗林みな実、編曲：飯塚昌明
3. 翼はPleasure Line (off vocal)
4. snow (off vocal)